# Medicine show

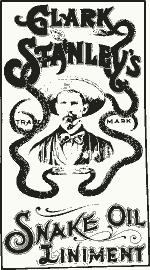
Clark Stanley's Snake Oil

Un medicine show era un espectáculo de vodevil propio de las zonas rurales del sur y oeste de Estados Unidos, usual durante el siglo XIX y comienzos del XX, realizado con escasos medios técnicos y económicos, y que se ofrecía desde una carreta con toldo, a modo de escenario.
Conjuntaba en un solo espectáculo números cómicos (payasos) y musicales, que acompañaban a un charlatán con el objetivo de vender elixires u otros productos presuntamente medicinales. Fueron una verdadera escuela para un gran número de músicos de blues y hillbilly, antes de la Segunda Guerra Mundial (1939-1945).